# جری نلسن
جری نلسن (انگلیسی: Jerry Nelson؛ ۱۰ ژوئیهٔ ۱۹۳۴ – ۲۳ اوت ۲۰۱۲ (۷۸ سال)) یک خواننده اهل ایالات متحده آمریکا بود. وی بین سال‌های ۱۹۶۵ تا ۲۰۱۲ میلادی فعالیت می‌کرد.
از فیلم‌ها یا مجموعه‌های تلویزیونی که وی در آن‌ها نقش داشته‌است می‌توان به فیلم ماپت‌ها اشاره نمود.